# Rua de Sant'Ana
A Rua de Sant'Ana é um arruamento nas freguesias da Sé e de São Nicolau da cidade do Porto, em Portugal.

## Origem do nome
O atual nome da rua é uma referência à porta ou arco de Sant'Ana, uma das quatro portas da antiga Muralha Primitiva, inicialmente erguida durante a dominação romana e reconstruída, no século XII, pelo bispo D. Hugo. Porta e rua foram celebrizadas por Almeida Garrett através do famoso romance O Arco de Sant'Ana.
No entanto, esta designação data apenas do século XVIII quando, por motivos ainda hoje desconhecidos, foram trocados vários topónimos. Durante a Idade Média, era conhecida por rua das Aldas e, no início da Idade Moderna, por rua do Colégio depois da construção do Colégio de São Lourenço, dos jesuítas.

## História
A antiga rua das Aldas (hoje, de Sant'Ana) começava um pouco acima da confluência das ruas dos Mercadores e da Bainharia, passava a porta de Sant'Ana, subia alguns degraus (na documentação mediévica designados por "escadas das Aldas") e seguia burgo dentro. A rua seria inicialmente bastante mais extensa do que hoje podemos observar já que, em 1577, parte significativa do seu itinerário foi sacrificada com a construção do colégio de São Lourenço.
Era uma artéria de certa importância, pois era através dela que se fazia o principal acesso à zona ribeirinha e mercantil da cidade. Já era calcetada nos fins da Idade Média, uma vez que existe documentação da Câmara, da segunda metade do século XV, que referem verbas destinadas a obras de reparação. Um dos mais notáveis edifícios desta rua, era, sem dúvida, o prédio com o n.º 38-40, uma residência fidalga do século XVII ou XVIII. Era a primeira casa extramuros, logo após o arco de Sant'Ana e o seu nicho. Infelizmente foi totalmente destruída já no século XX.
Num códice da segunda metade do século XV, a parte superior da rua, que foi mais tarde destruída para a construção do colégio de São Lourenço, aparece referida como a "rua a que chamam a sinagoga", pela implantação no local da primeira sinagoga do Porto. Notícias da sinagoga e a primeira judiaria da cidade podem ser encontrada em vários documentos, nomeadamente de 1350, 1362 e 1440.
Nas Vereações de 1449 a porta de Sant'Ana era designada apenas por "a porta que chamam o Portal". Num documento de 1542, a antiga porta da muralha passa a ser designada por "Arco de Sant'Ana", o que aponta no sentido de, desde os meados do século XVI, esta porta possuir uma imagem da mãe de Nossa Senhora, a quem seria consagrada. No século XIX, o memorialista portuense Henrique Duarte e Sousa Reis deixou uma breve descrição do arco imortalizado por Almeida Garrett: "o arco de Sant'Ana era levantado quase ao meio da rua que se sobe para chegar ao largo do Colégio de São Lourenço, vulgarmente chamado dos Grilos, e abrangia o estreito espaço dessa rua. Sobre ele havia um oratório que tinha uma janela com vidraça voltada para o lado superior; continha a imagem da santa da sua invocação, aonde se subia por uma pequena porta praticada na grossura da parede, que lhe ficava à esquerda de quem subia, e servia de encontro ao referido arco, cuja porta existe, posto que tapada, e sobre ele o escudete de pedra com a seguinte legenda: S. Anna Succure Miseris. Este arco foi demolido no mês de agosto de 1821 a requerimento de Manuel Luís da Silva Leça, que aí construiu do lado direito uma propriedade de casas".
Do velho arco de Sant'Ana atualmente apenas sobrevive a porta que permitia o acesso ao nicho onde estava a imagem de Santa Ana com a Virgem e o Menino que, depois da demolição de 1821, foi recolhida na capela de São Crispim. Tanto a tipologia da porta, claramente moderna, como o próprio facto desta se rasgar a partir da zona extramuros da muralha, revela-nos que estamos perante obra tardia, setecentista, criada quando a muralha românica já perdera definitivamente qualquer função militar.